# 特雷夫莱昂
特雷夫莱昂（法語：Treffléan，法語發音：[tʁɛfleɑ̃]）是法国莫尔比昂省的一个市镇，位于该省中南部偏东，属于瓦讷区。

## 地理
特雷夫莱昂（47°40'53"N, 2°36'47"W）面积18.26 平方千米，位于法国布列塔尼大區莫尔比昂省，该省份为法国西北部沿海省份，位于布列塔尼半岛南部，北起阿摩尔滨海省、西接菲尼斯泰尔省，南濒大西洋，东南接大西洋卢瓦尔省，东临伊勒-维莱讷省。
与特雷夫莱昂接壤的市镇（或旧市镇、城区）包括：埃尔旺、叙尔尼亚克、圣诺尔夫、泰克斯-努瓦亚洛。

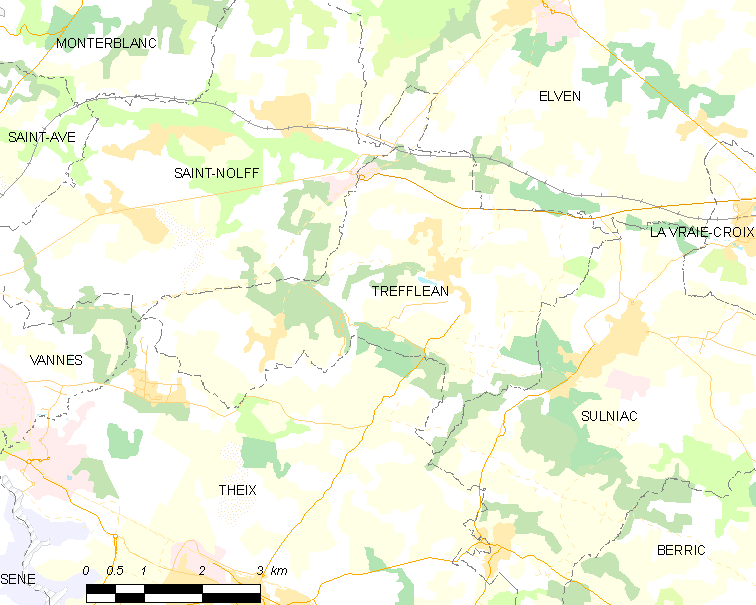
特雷夫莱昂的OSM定位图

特雷夫莱昂的时区为UTC+01:00、UTC+02:00（夏令时）。

## 行政
特雷夫莱昂的邮政编码为56250，INSEE市镇编码为56255。

## 政治
特雷夫莱昂所属的省级选区为瓦讷第三县。

## 人口

1962-2008年间特雷夫莱昂人口变化图示

特雷夫莱昂于2022年1月1日时的人口数量为2531人。